# Giovanni Lampariello
Giovanni Lampariello (Capua, 28 gennaio 1903 – Roma, 27 febbraio 1964) è stato un matematico e fisico italiano.

## Biografia
Laureatosi con lode in matematica presso l'Università di Bologna, fu incaricato di analisi algebrica e infinitesimale dal 1926 al 1928 alla cattedra di Leonida Tonelli (nel periodo in cui insegnò a Bologna) e, passato all'Università di Roma, fu quindi assistente di ruolo, fino al 1939, sia alla cattedra di meccanica razionale tenuta da Tullio Levi-Civita che a quella di analisi algebrica e infinitesimale di Giuseppe Bagnera, avendo già conseguito la libera docenza in analisi matematica nel 1932. 
Nel 1939, vinse un concorso per la cattedra di meccanica razionale e prese servizio all'Università di Messina, ateneo in cui rimase fino alla morte prematura, avvenuta nel 1964, tenendovi gli insegnamenti di varie discipline, fra le quali meccanica razionale, fisica teorica, meccanica superiore, meccanica statistica, calcolo delle probabilità, onde elettromagnetiche e fisica matematica.
Autore di un centinaio circa di lavori, soprattutto in analisi matematica, meccanica e fisica matematica, oltre alla cura nella didattica universitaria – tenendo altresì seminari, conferenze e corsi in varie sedi accademiche ed istituzioni scientifiche, italiane e straniere – non tralasciò mai di prestare attenzione, ogniqualvolta se ne presentasse l'opportunità, agli aspetti storici delle questioni trattate. 
In particolare, si ricorda la solerzia con cui volle la traduzione dei primi volumi delle famose Lezioni di fisica teorica tenute nei vari anni da Arnold Sommerfeld, del cui terzo volume, dedicato all'elettromagnetismo, curò anche la traduzione e redazione. A lui si deve anche la raccolta delle lezioni (edite dalla casa editrice Zanichelli) sui sistemi differenziali iperbolici, quali modelli matematici della propagazione ondosa, tenute a Roma da Tullio Levi-Civita, di cui Lampariello fu, per anni, assistente nel suo periodo romano.

## Alcune opere
- Complementi ed esercizi di analisi algebrica, Roma, S. Bucciarelli editore, 1928.
- Esercizi e complementi di calcolo infinitesimale, Roma, Litografia del Genio Civile, 1932.
- Lezioni di fisica teorica, Messina, Edizioni Ferrara, 1952.
- Lezioni di meccanica razionale, Messina, Edizioni Ferrara, 1960.